# ريان هيمفيل
ريان هيمفيل (بالإنجليزية: Ryan Hemphill)‏ هو سائق سباق أمريكي، ولد في 30 ديسمبر 1981 في أبوللو في الولايات المتحدة.

## وصلات خارجية
- ريان هيمفيل على موقع Racing-Reference.info (الإنجليزية)